# Big Daddy Kane
Antonio Hardy (New York, 10 september 1968), beter bekend als Big Daddy Kane, is een Amerikaanse rapper.

## 1986 - 1990
In 1984 raakte hij bevriend met Biz Markie. Markie en Kane werden samen lid van de Juice Crew in 1986, waar onder andere ook Kool G Rap en Masta Ace lid van werden. In 1987 tekende hij een contract bij Cold Chillin' Records, waar hij ook zijn eerste solo-cd uitbracht genaamd Long Live the Kane. Het album werd positief ontvangen en hij werd betiteld als een nieuw groot raptalent. In 1989 bracht hij weer een album uit, dit keer genaamd It's a Big Daddy Thing. Kane werd de koning van de fast-Rap genoemd en realiseerde daarin een trend in de rapwereld.

## 1990 - 1995
In 1990 bracht Kane een album uit, Taste of Chocolate, dat vrij positief ontvangen werd, maar een stuk minder positief dan zijn eerste twee albums. Prince of Darkness was Kanes 4e album en werd uitgegeven in 1991. Kane haalde het commerciële succes van It's a Big daddy Thing niet en hij kreeg heel wat negatieve recensies.
In 1993 ontmoette hij de toen nog piepjonge Jay-Z en hij leerde hem alle kneepjes van het vak. In 1993 bracht Kane het album It Looks Like a Job For ... uit. Daddy's Home was zijn 6e album en verscheen in 1994 in de winkelrekken.

## 1995 - 2011
In 1995 nam Kane samen met MC Hammer en Tupac de single "Too Late Playa" op. In 1998 kwam zijn laatste studioalbum genaamd Veteranz' Day in de winkels. Daarna kwamen er nog wel enkele mixtapes uit, maar een officieel album kwam er niet meer. Wel bleef Big Daddy Kane concerten geven. In 2002 maakte hij voor het album Aftershock van drum-'n-bass-producer Aphrodite het nummer "Off Limits".

## Discografie
- 1988 Long Live The Kane
- 1989 It's a Big Daddy Thing
- 1990 Taste of Chocolate
- 1991 Prince of Darkness
- 1993 It Looks Like a Job For ...
- 1994 Daddy's Home
- 1998 Veteranz Day

- Bibliothèque nationale de France: cb139455058 (data)
- Gemeinsame Normdatei: 134699572
- International Standard Name Identifier: 0000 0000 5515 362X
- Library of Congress Control Number: n91107561
- MusicBrainz: 8e75d270-4d53-4a4a-bc14-e3ace37ebd4e
- Nationale Bibliotheek van Israël: 987007340666505171
- Nederlandse Thesaurus van Auteursnamen: 102278083
- Virtual International Authority File: 2661898
- WorldCat: E39PBJcKJjxTm4HQ6jhbJD4H4q